# Osório Carvalho
Osório Smith de Freitas Carvalho (sinh ngày 24 tháng 7 năm 1981) là một cầu thủ bóng đá người Angola thi đấu ở vị trí tiền vệ cho Petro Luanda theo dạng cho mượn từ Caála.

## Sự nghiệp
Sinh ra ở Carcavelos, Osório thi đấu ở Bồ Đào Nha cho Sporting B, Marco, Estrela Portalegre, Paredes, Pampilhosa, Odivelas, Sintrense và Juventude de Évora, trước khi chuyển đến Cyprus để thi đấu 1,5 năm cho AEK Kouklia nơi anh ghi được 7 bàn thắng .
Anh ký hợp đồng cho đội bóng Angola Caála năm 2010, có quốc tịch Angola và được phép thi đấu cho đội tuyển quốc gia Angola; anh ra mắt quốc tế cùng năm đó.